# عمار رحمانویچ
عمار رحمانویچ (انگلیسی: Amar Rahmanović؛ زادهٔ ۱۳ مهٔ ۱۹۹۴) بازیکن فوتبال اهل بوسنی و هرزگوین است.
از باشگاه‌هایی که در آن بازی کرده‌است می‌توان به باشگاه فوتبال ماریبور، باشگاه فوتبال ایسترا ۱۹۶۱، و باشگاه فوتبال کوپر اشاره کرد.
وی همچنین در تیم‌های ملی فوتبال زیر ۲۱ سال بوسنی و هرزگوین و بوسنی و هرزگوین بازی کرده‌است.